# Héron cendré
Ardea cinerea
Espèce
Statut de conservation UICN

 LC  : Préoccupation mineure
Le Héron cendré (Ardea cinerea) est une espèce d'oiseaux échassiers de la famille des Ardeidae. 
C'est le plus commun des hérons d'Europe, on en trouve toute l'année dans les régions tempérées d'Europe et de l'Asie ainsi que dans le sud de l'Afrique. Dans les régions le plus au nord, ils migrent vers le sud en automne.
On en trouve la plupart du temps dans les milieux humides (lacs, rivières, étangs, etc.) ainsi que dans les prairies. Il est reconnaissable par ses longues pattes grises, son long cou et son long bec orange. Il a une tête blanche avec un bandeau noir qui s'étend de l'œil à la crête.
Les hérons cendrés se reproduisent de février à juillet. Ils nichent généralement en colonies, appelées héronnières, en haut des arbres. Ils pondent trois à cinq œufs que les deux oiseaux couvent pendant environ 25 jours, puis nourrissent les poussins, qui s'envolent à l'âge de sept à huit semaines. De nombreux jeunes ne survivent pas à leur premier hiver, mais s'ils y parviennent, ils peuvent espérer vivre environ cinq ans. 

## Description
Le héron cendré se caractérise par un long cou, un long bec pointu et de longues pattes. Il possède une excellente vue panoramique latérale et une très bonne vision binoculaire frontale. Son ouïe, également très développée, le fait réagir au moindre bruit suspect. Il atteint en général 95 cm de hauteur et une envergure de 1,85 m pour une masse de 1,5 à 2 kg.
Le héron cendré présente un plumage à dominante grise. Les jeunes ont un plumage plus terne : leur dos est gris-brunâtre, leur cou est gris et leur ventre est blanc rayé noir. Ils n'ont pas de huppe. Les jeunes hérons acquièrent leur plumage d'adulte à l'âge de deux ans. Le héron cendré peut vivre 25 ans.
Chez le héron cendré, il est très difficile de distinguer les sexes : la femelle a simplement un plumet un peu plus court.

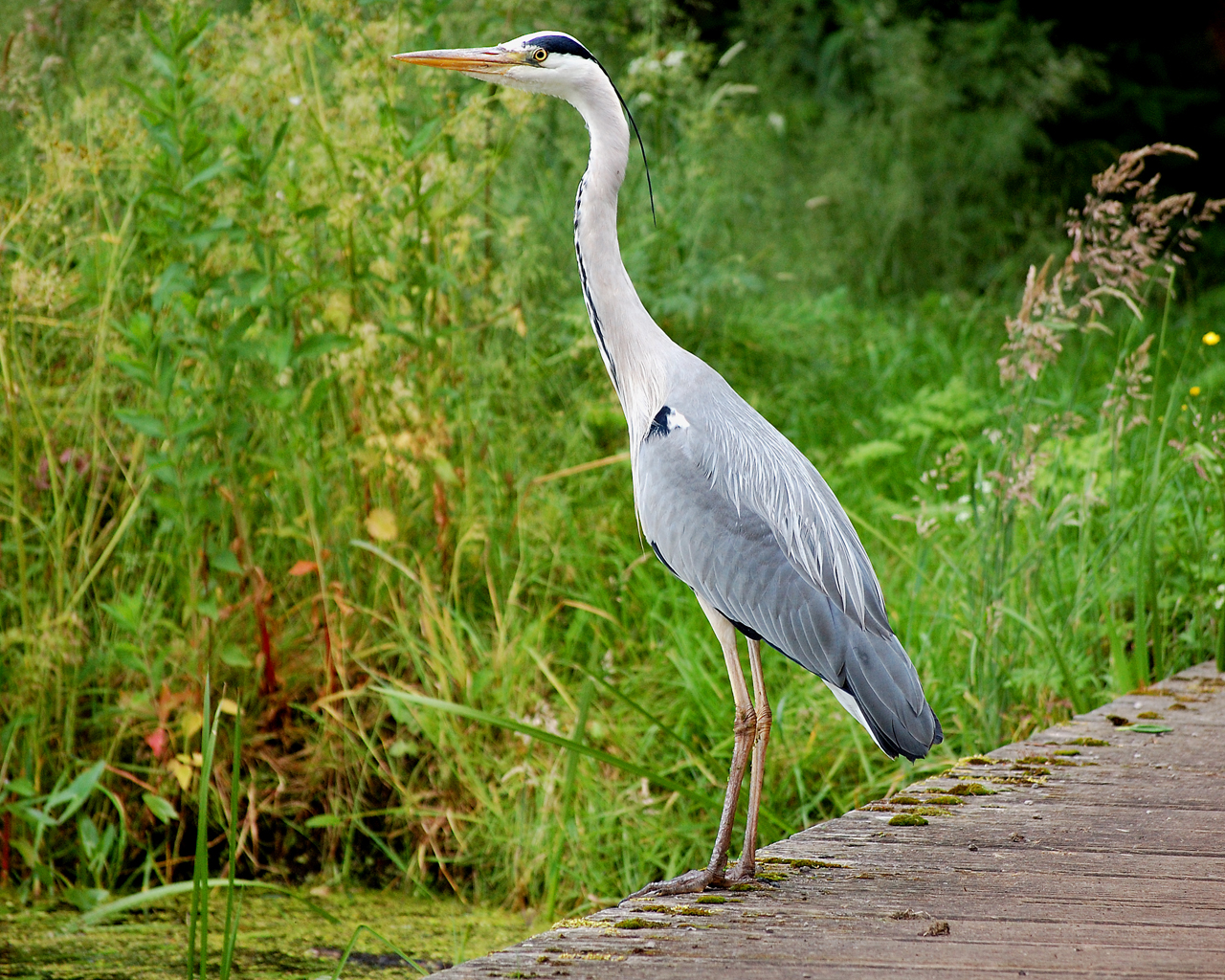
Héron cendré adulte.
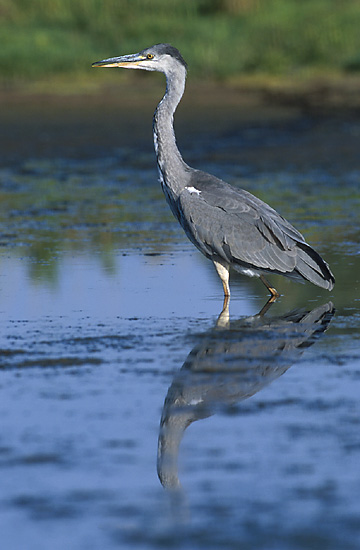
Héron cendré juvénile.
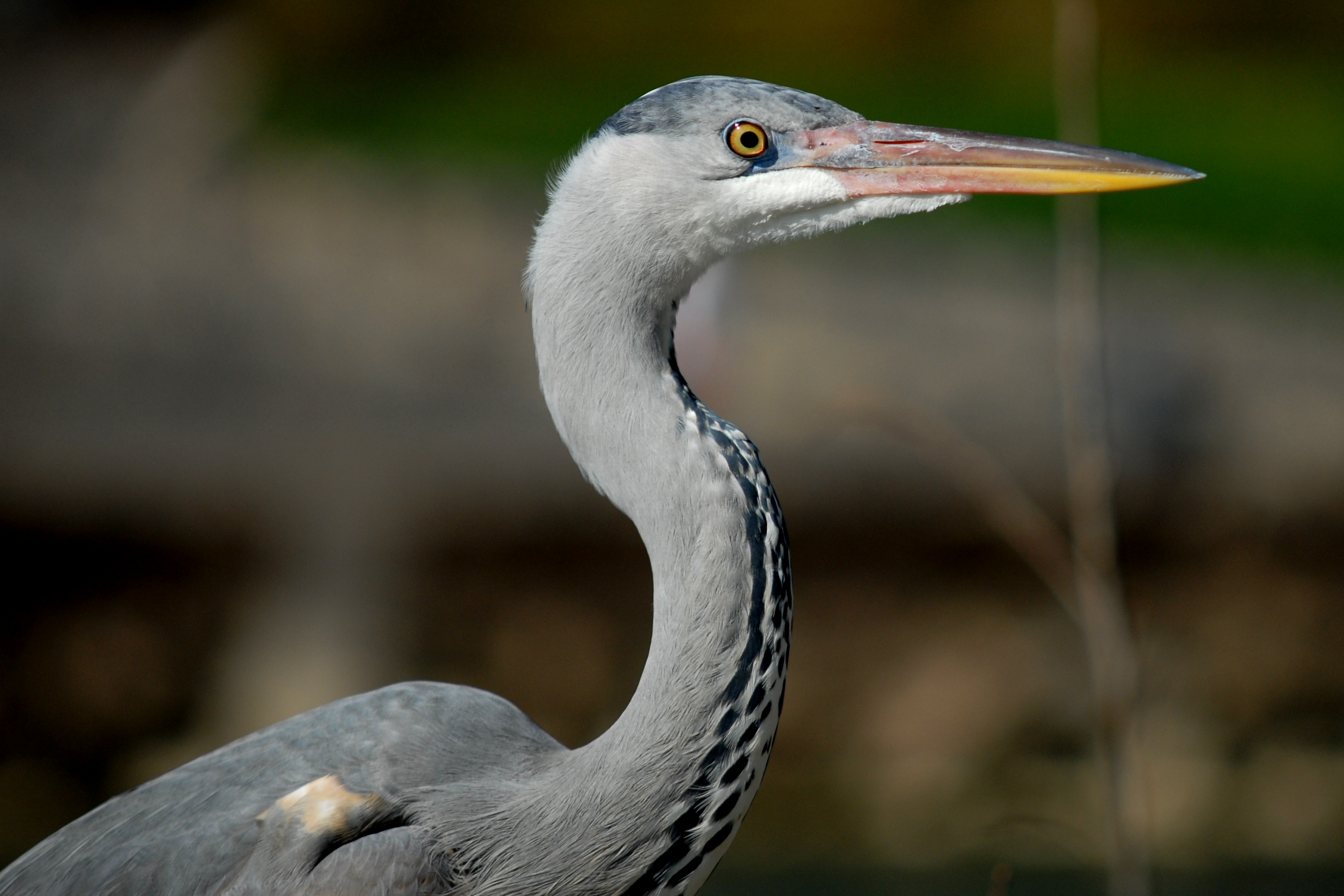
Tête.
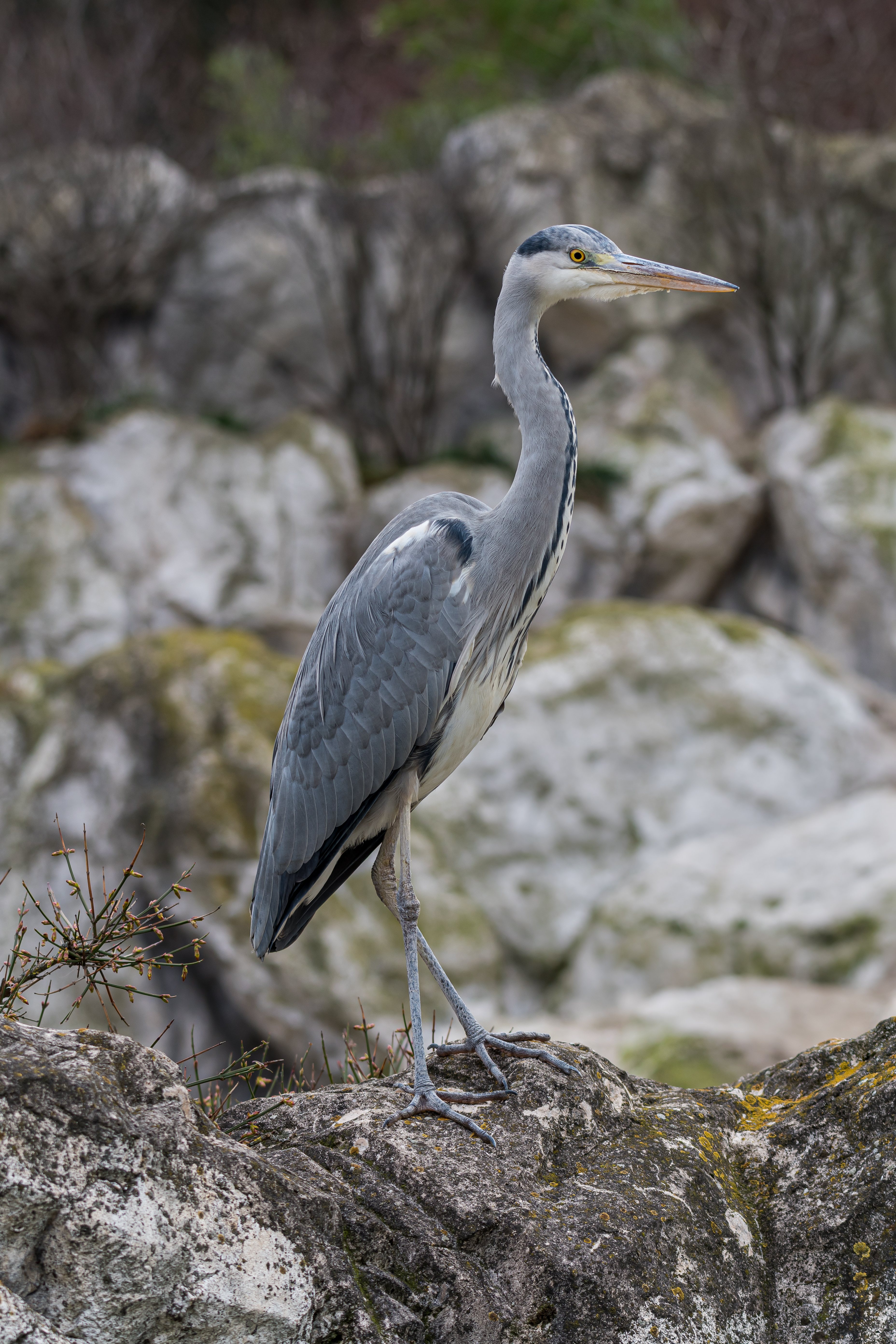
Un héron cendré en Autriche.
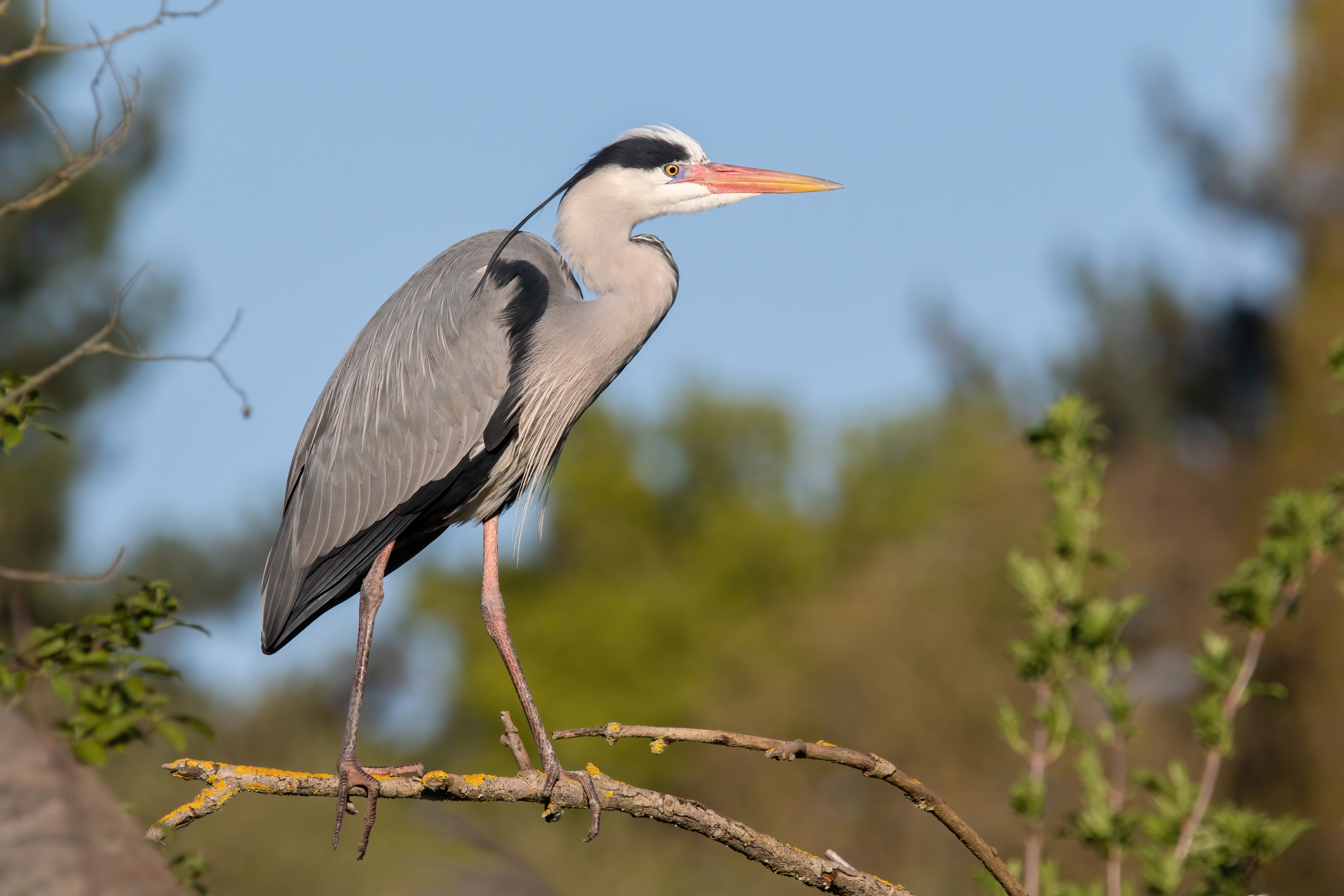
Un héron cendré dans le parc Georges-Valbon en Île-de-France.
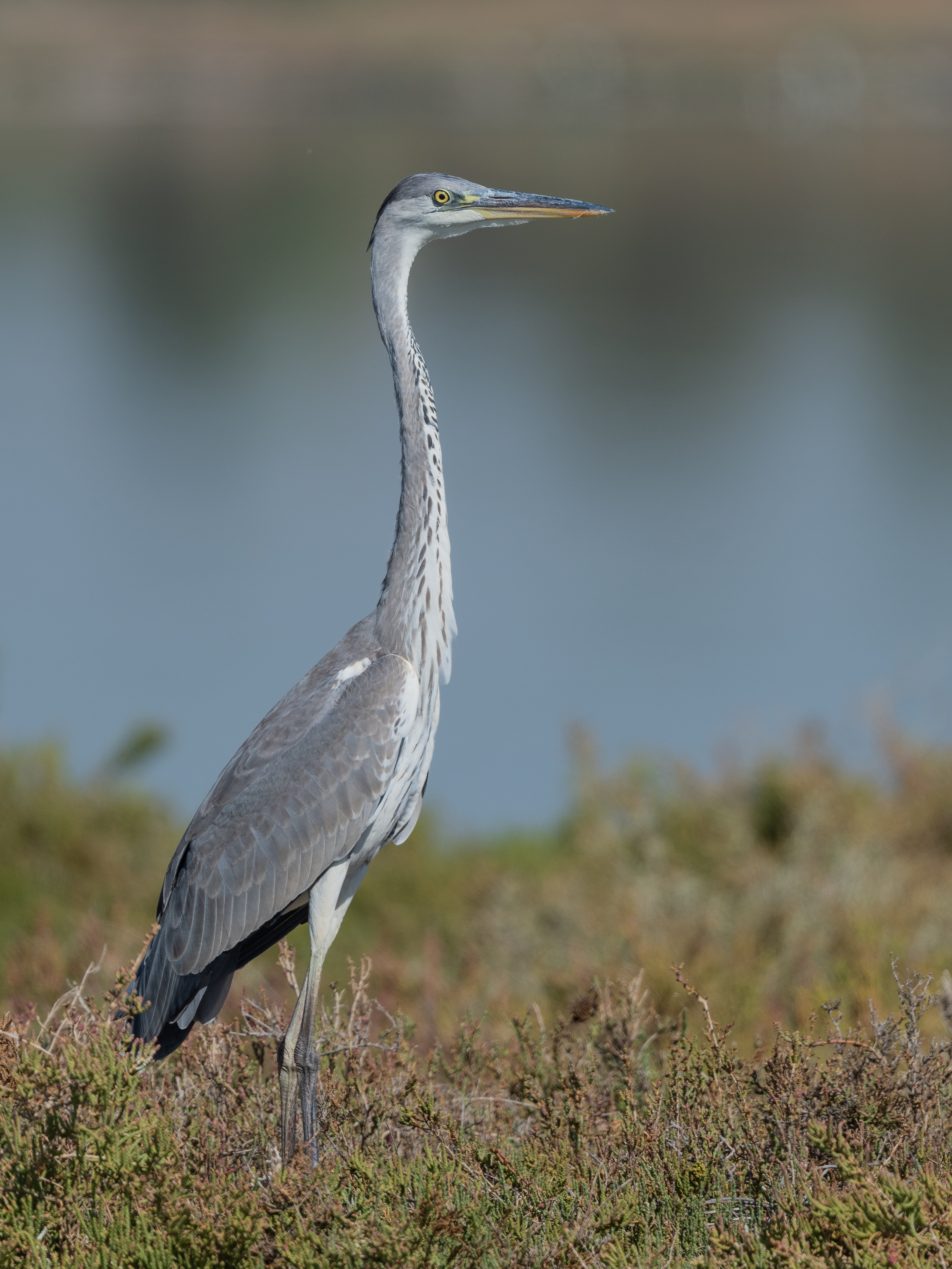
Un héron cendré au lac de Tunis.

## Comportement

### Locomotion

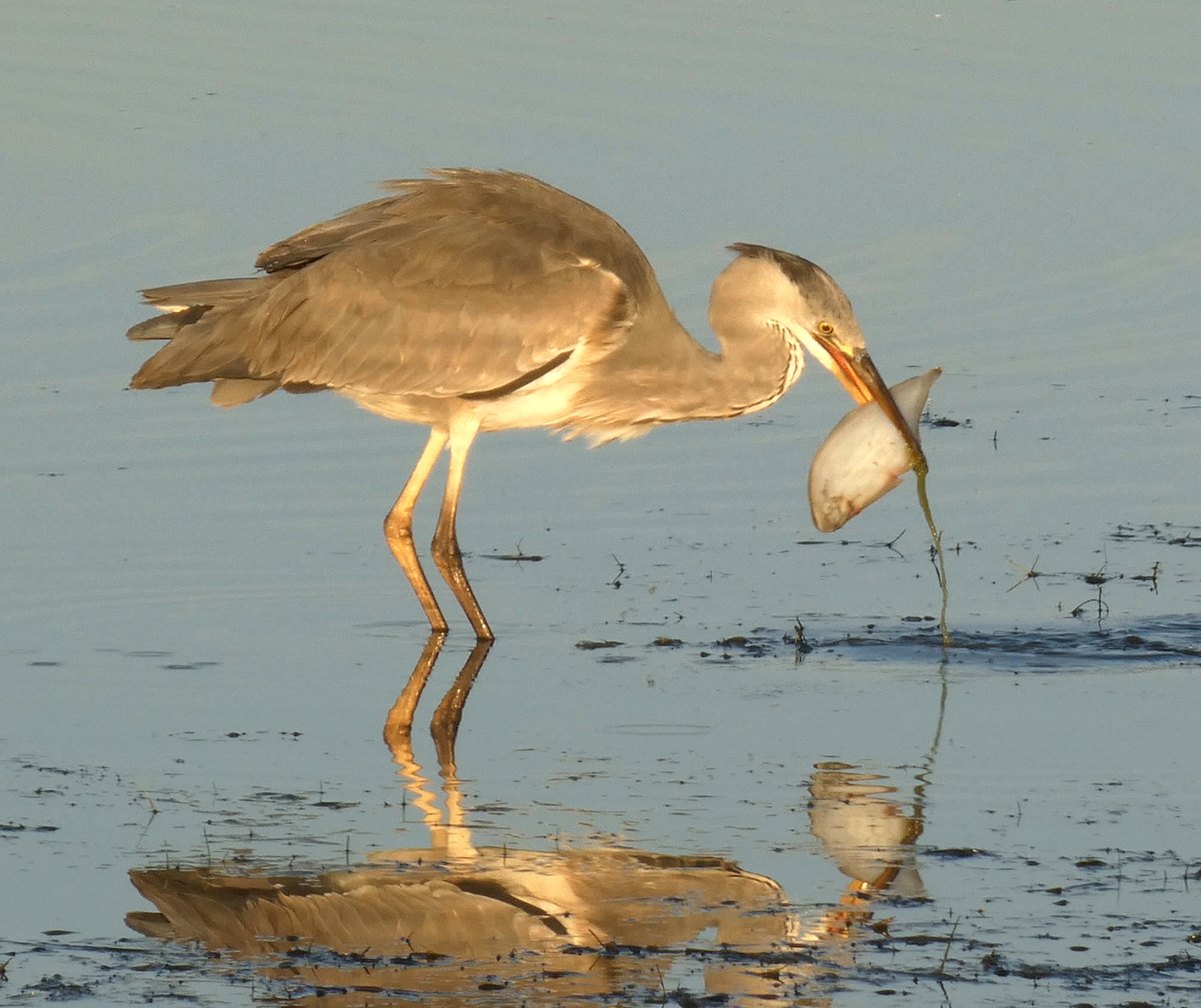
Marais salants de Guérande (France).

Le vol du héron cendré est lent, avec le cou replié (lové en S). Ceci est caractéristique des hérons, à l'opposé des cigognes, des grues et des spatules qui étendent leur cou en volant. Apparemment lent, il va tout de même à 45 km/h. C'est un migrateur partiel qui ne se déplace généralement pas au-delà de 500 km ; le héron a un territoire peu étendu. Certains sujets demeurent même sédentaires.

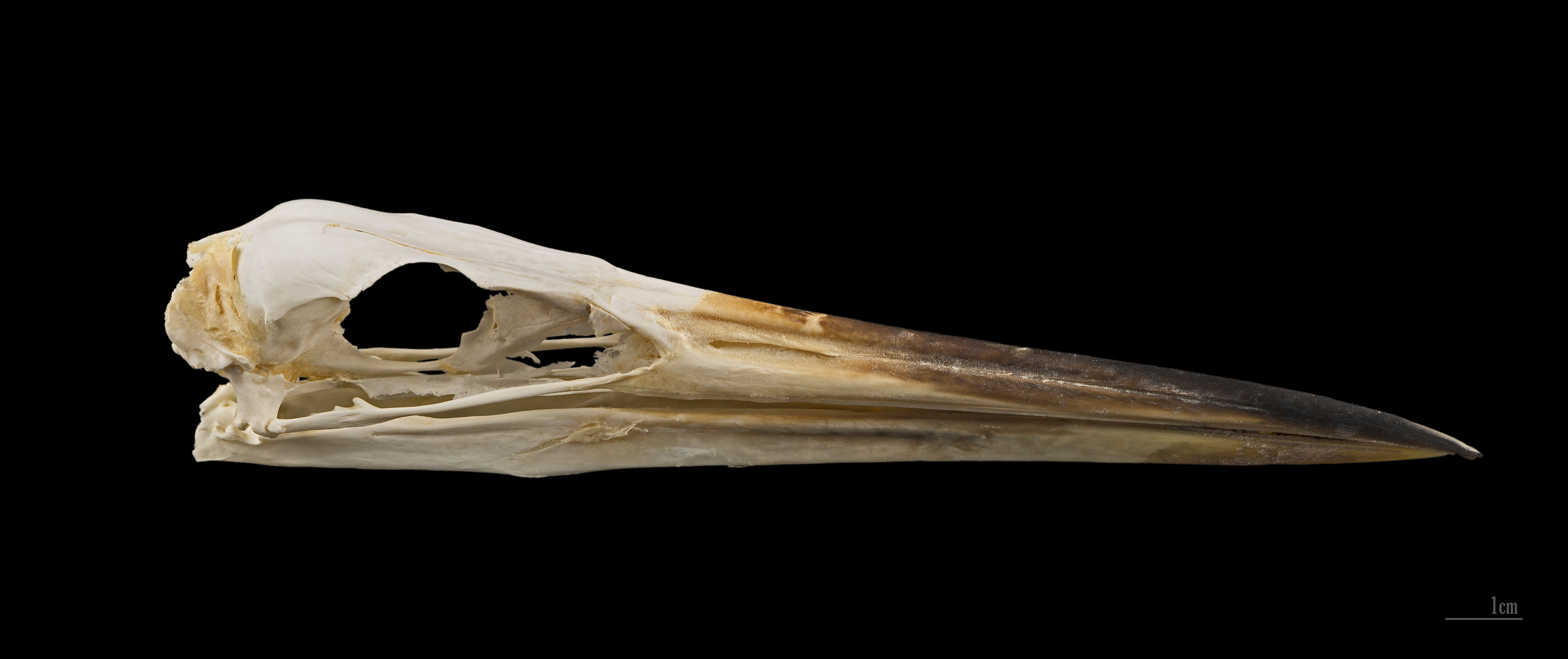
Crâne au muséum de Toulouse.

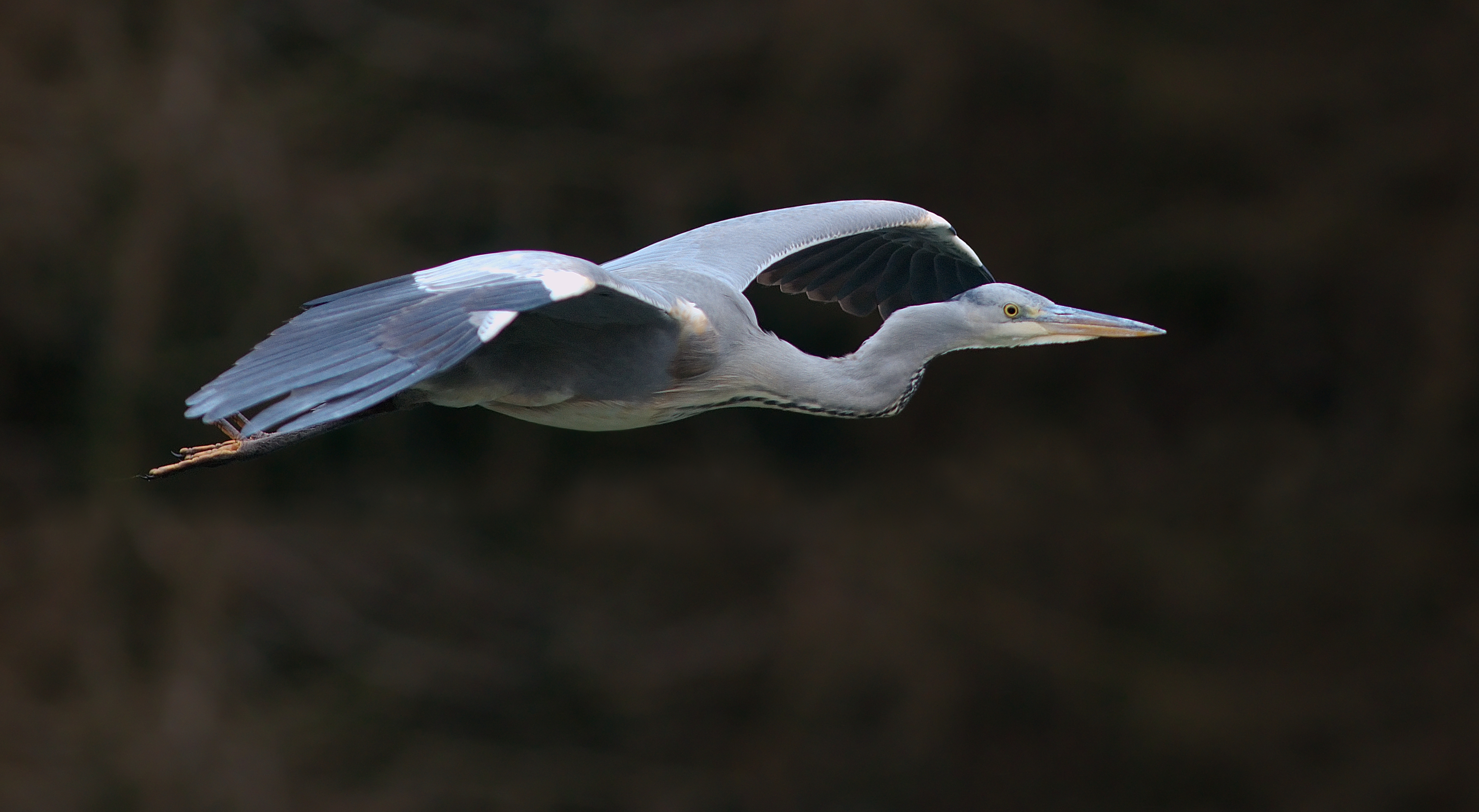
Héron cendré en vol.

### Alimentation
Le Héron cendré se nourrit le plus souvent de poissons, mais il n'est pas exclusivement ichtyophage. En effet, son régime alimentaire est également composé d'amphibiens, de reptiles, de crustacés, de petits mammifères (musaraignes d'eau, campagnols, mulots et rats), d'oiseaux et même de végétaux (bourgeons). Le Héron cendré ne néglige pas non plus les insectes et les mollusques terrestres et aquatiques. Il peut digérer les arêtes mais il n'en est pas de même pour les poils de rongeurs qu'il rejette sous forme de pelotes. Ce régime alimentaire varié permet à l'espèce d'exploiter différents milieux : cours d'eau et plans d'eau, marais, zones humides, prés et même espaces verts urbains et bordures routières.

Quand il chasse, le Héron cendré peut demeurer longtemps immobile, le cou dressé, en attendant le passage d'une proie. Lorsqu'elle passe à portée de son bec, il s'en saisit rapidement en projetant vers l'avant la partie supérieure de son cou.

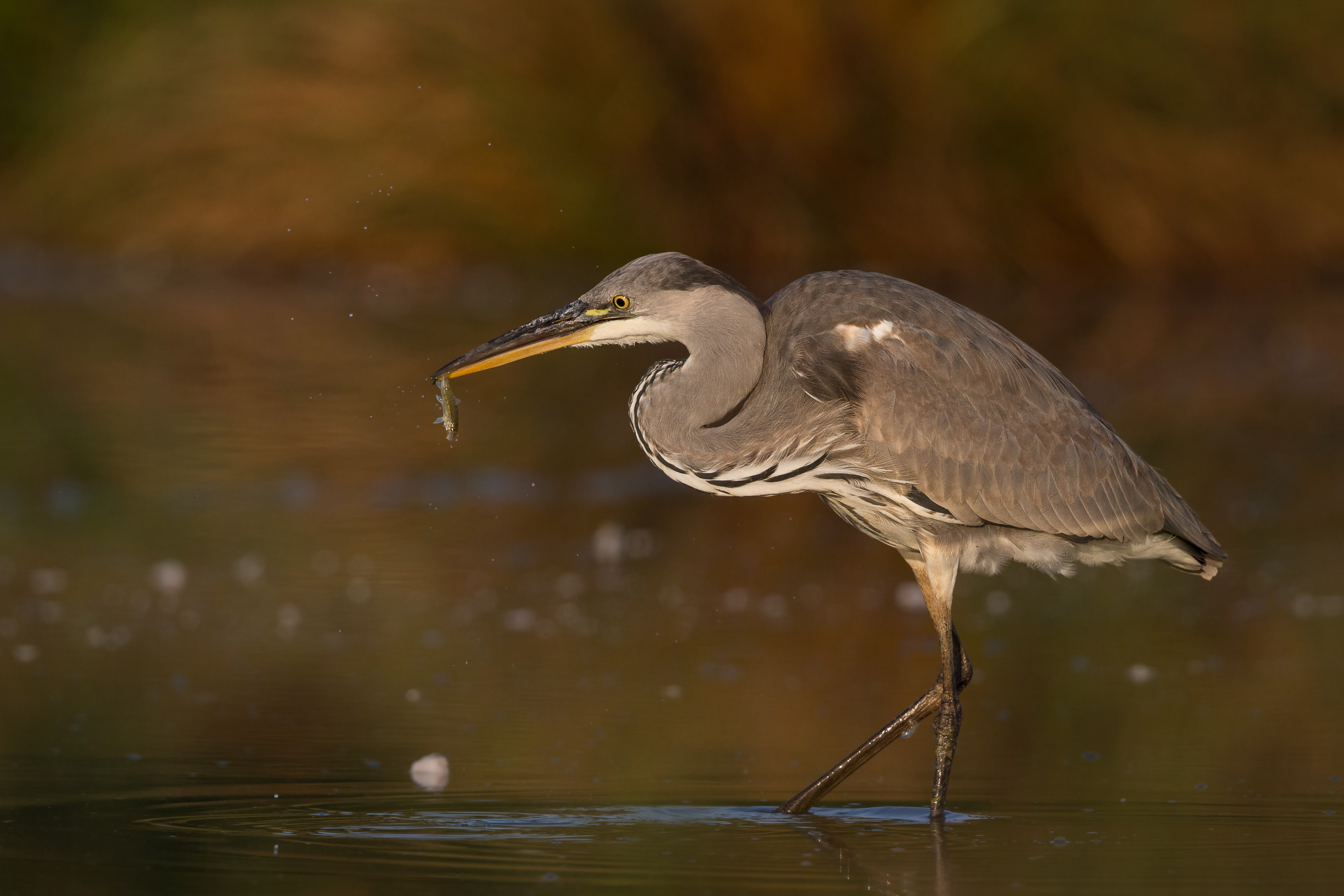
Héron cendré mangeant un poisson (Lyon).
- Héron cendré capturant un goujon.
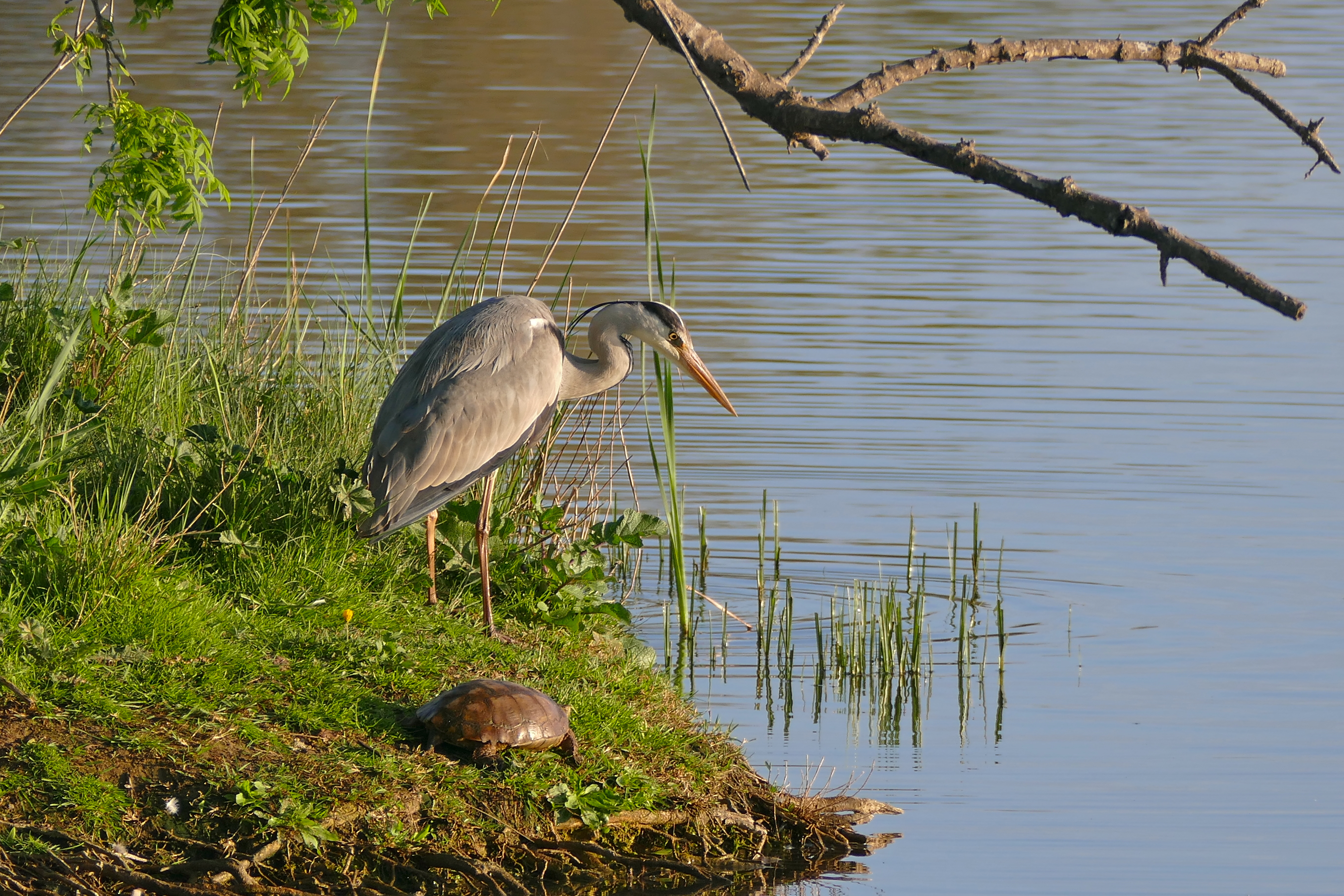
En pêche à côté d'une Émyde lépreuse (Mauremys leprosa) (Catalogne, Espagne).
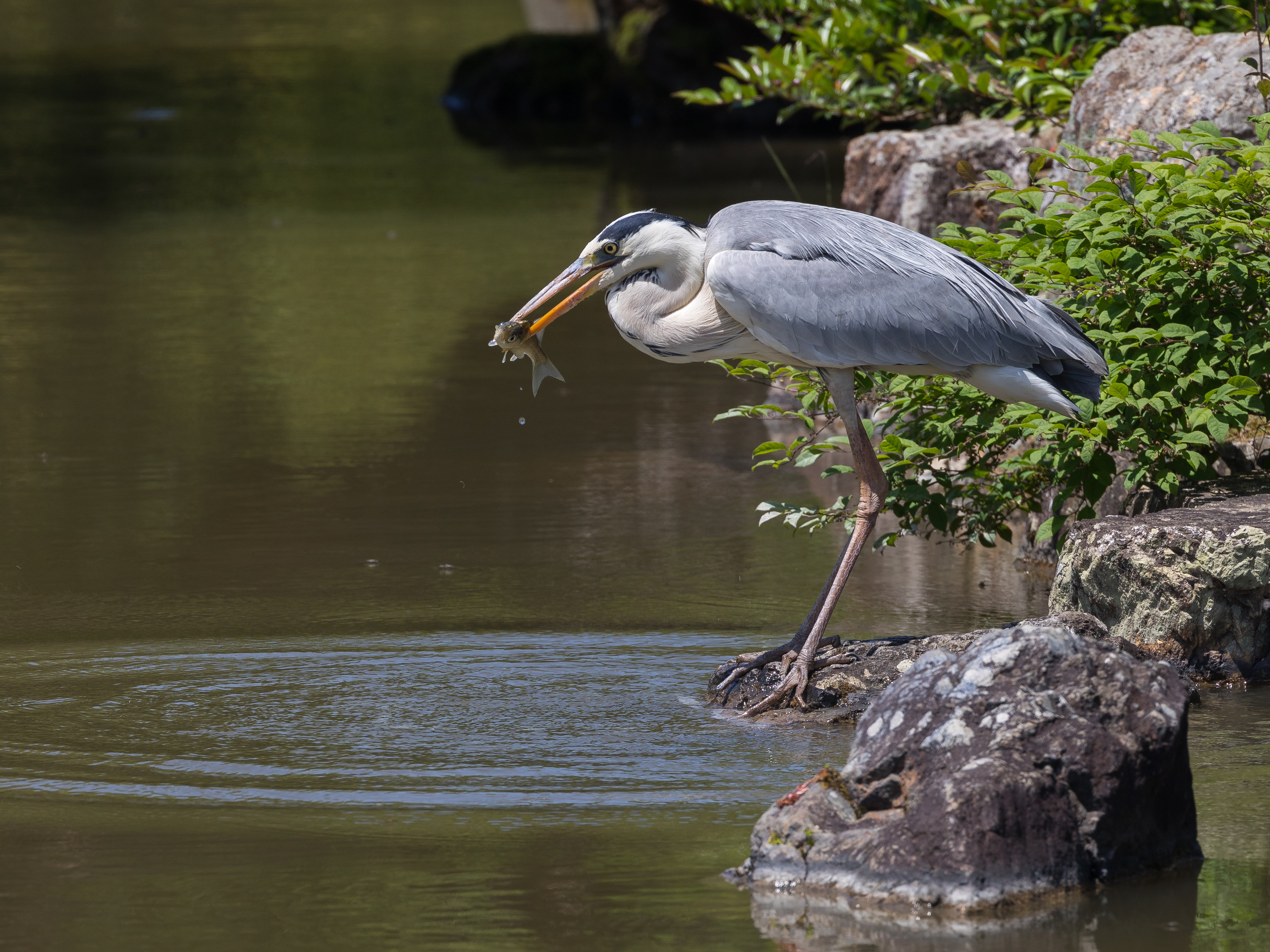
Héron cendré mangeant un poisson dans le parc de Kinkaku-ji (Kyoto, Japon).

### Comportement social

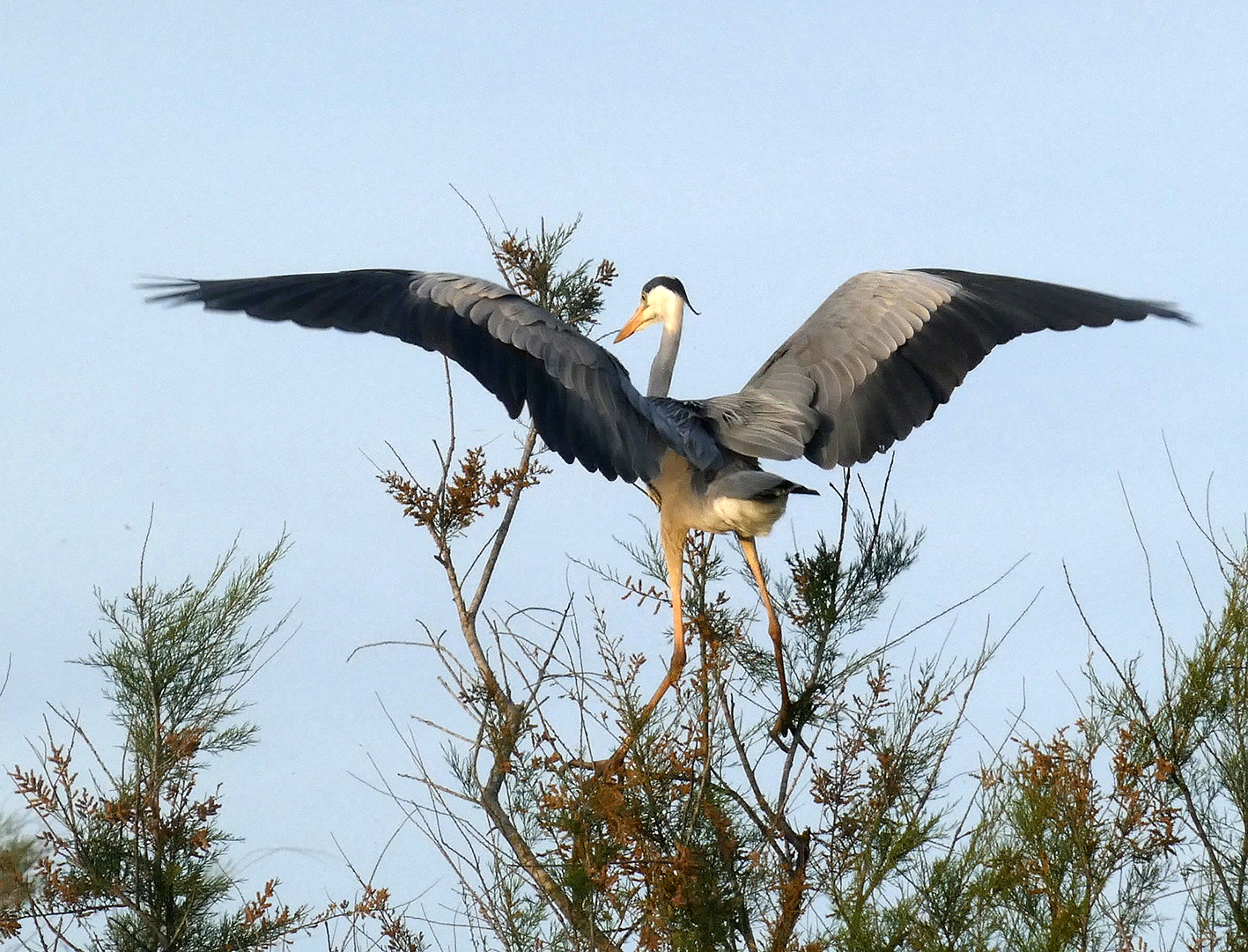
Camargue (France).

Le héron n'a guère de prédateurs, d'autant qu'il est protégé depuis 1974. Il est même capable de vivre près de l'homme et peut ainsi être vu en pleine ville à proximité des plans d'eau et cours d'eau urbains. En milieu urbain, sa distance de fuite est considérablement raccourcie et il peut parfois se laisser approcher à quelques mètres. Souvent solitaire ou en petits groupes lâches, il forme néanmoins des colonies lors de la reproduction.

#### Vocalisations
Le cri est un fort croassement : « fraaank ».

### Reproduction

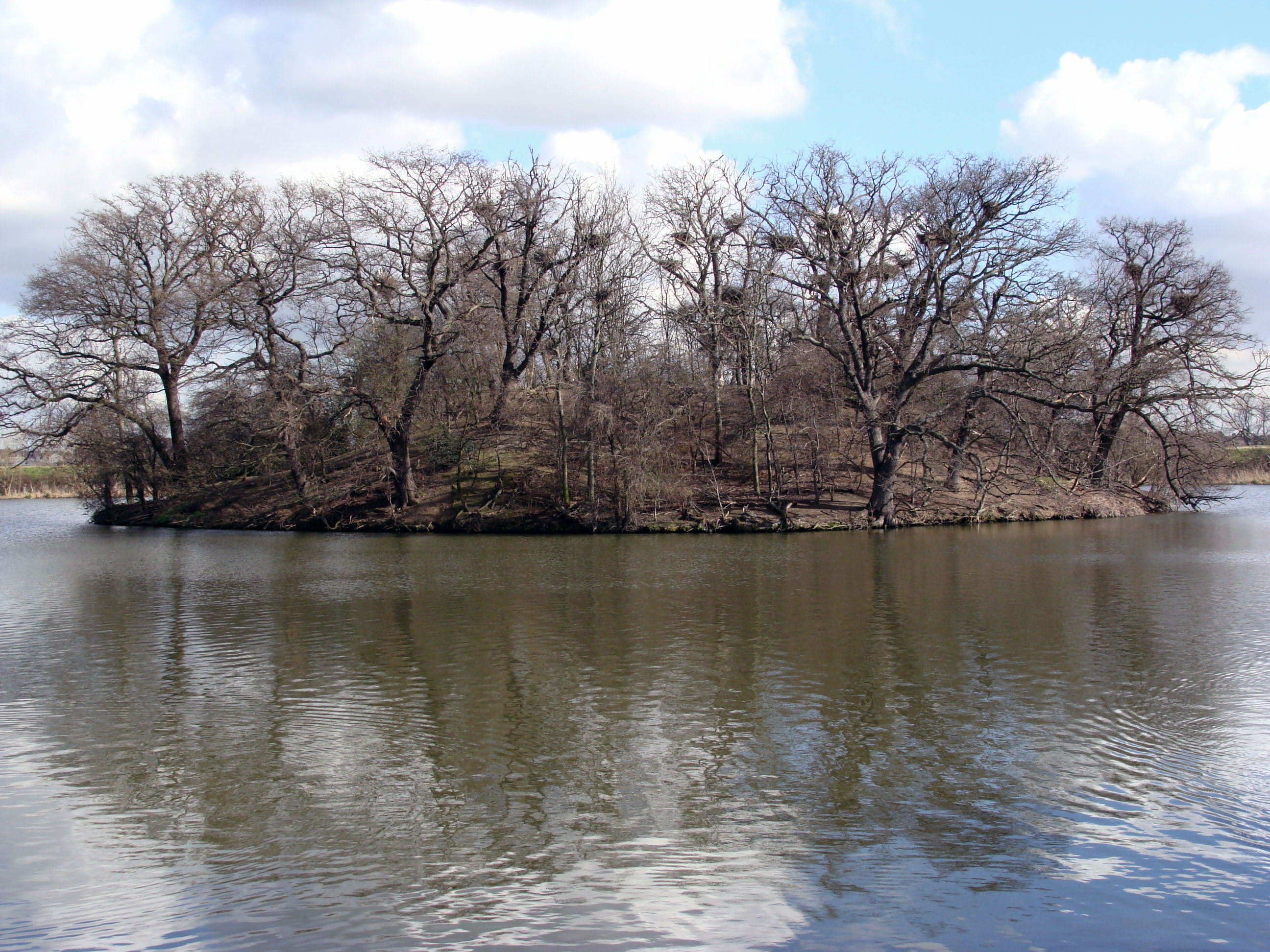
Héronnière (Walthamstow Reservoirs, Angleterre).
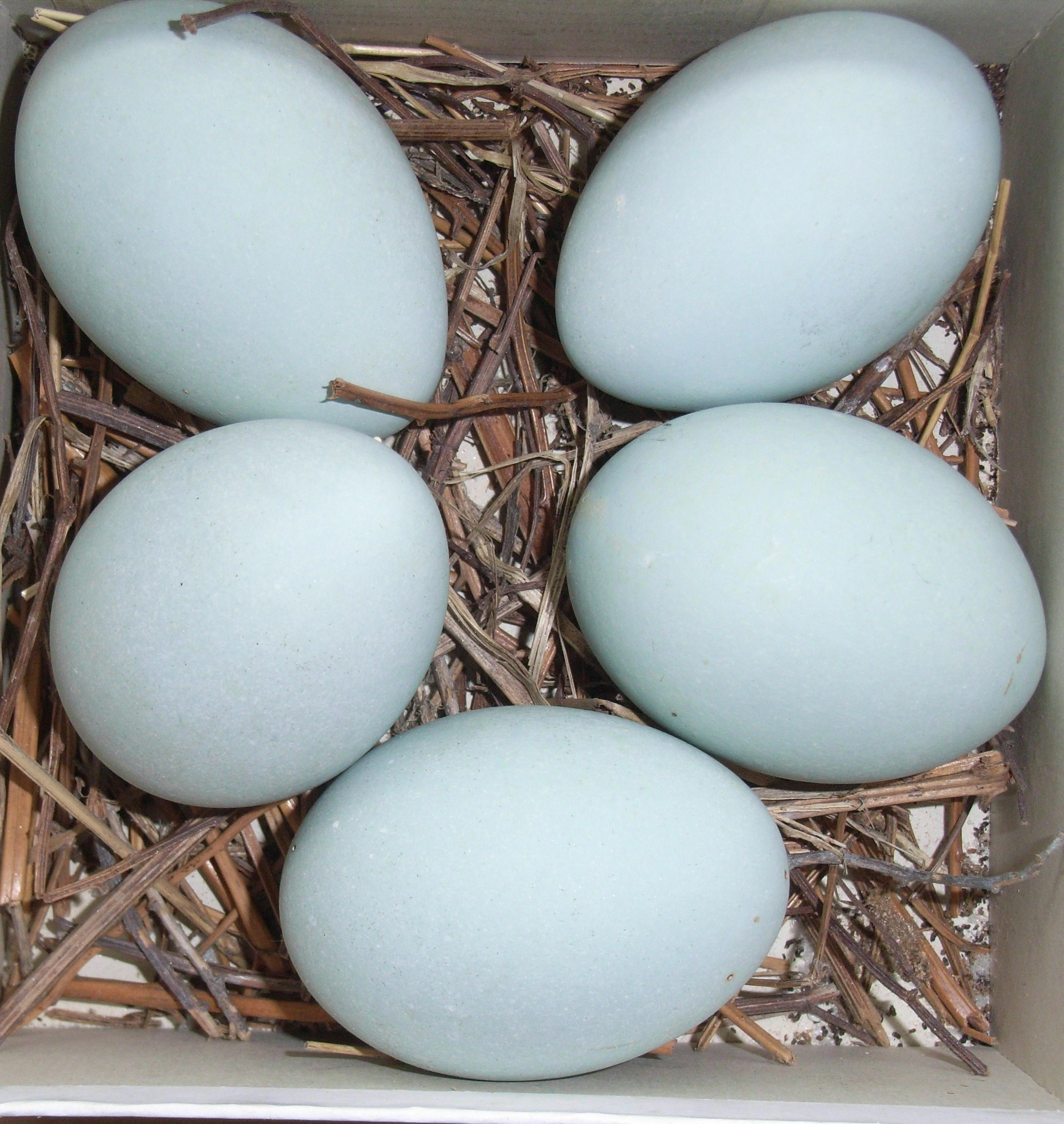
Œufs de héron cendré (Ardea cinerea).
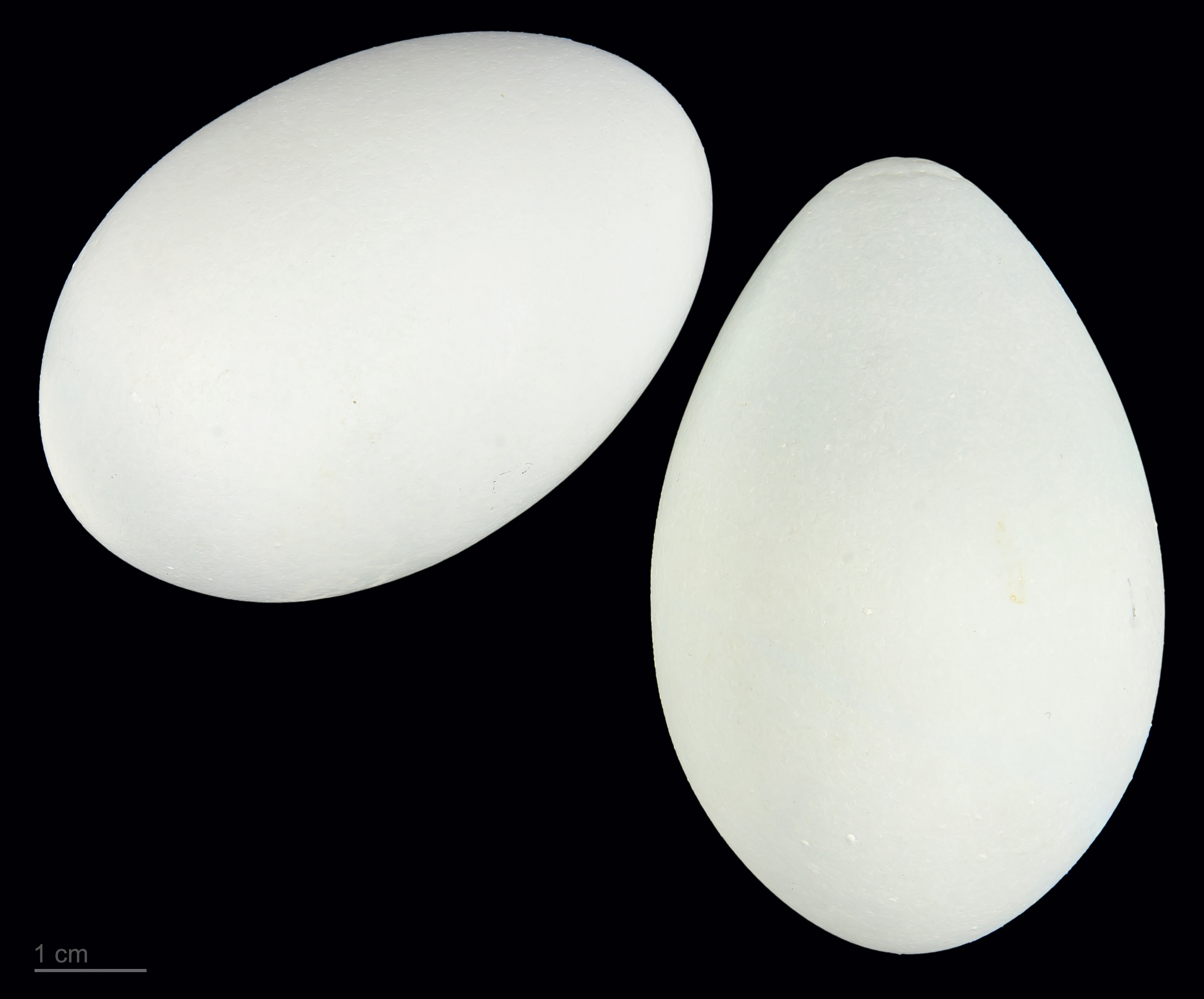
Œufs  de héron cendré au muséum de Toulouse.

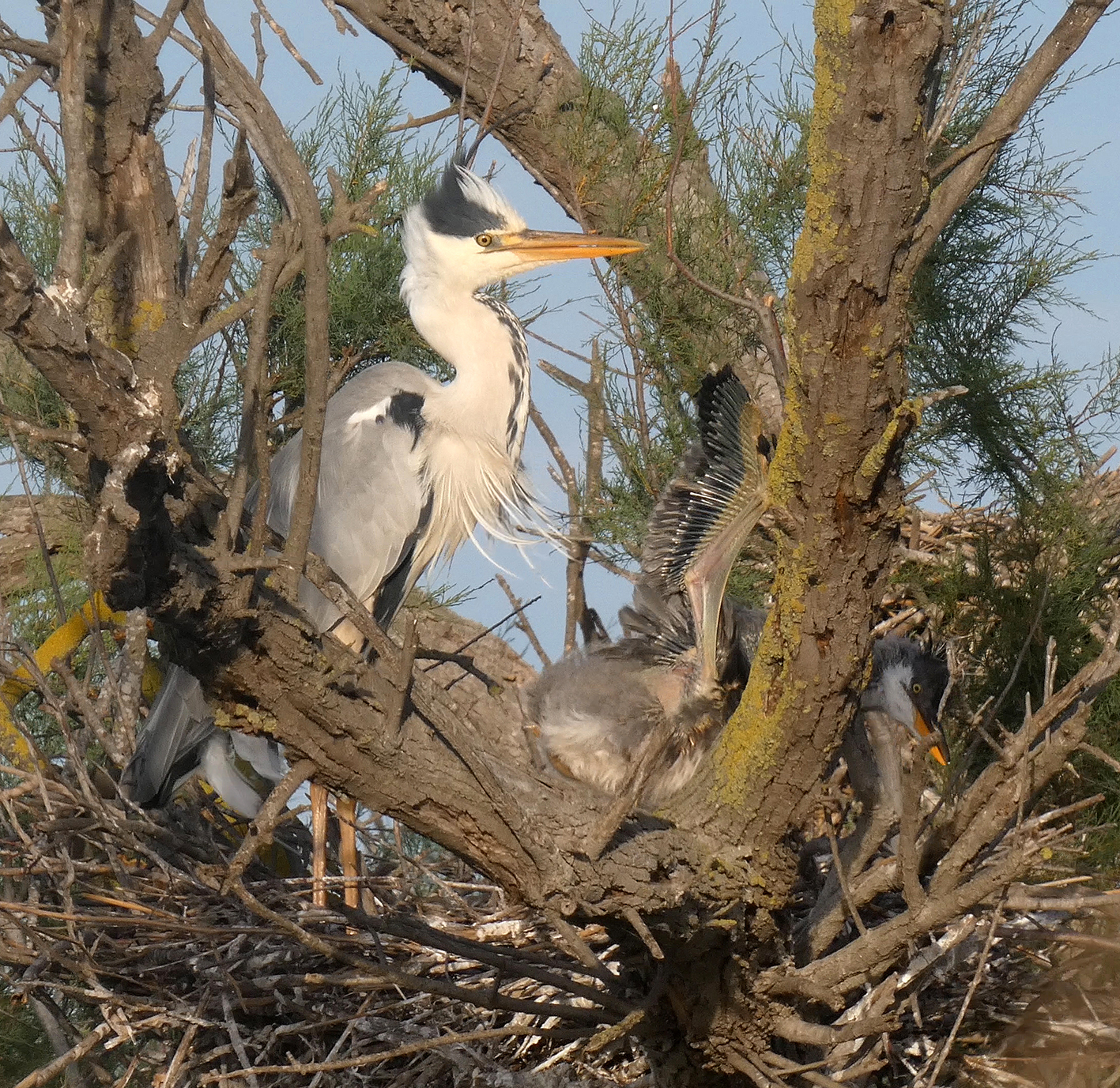
Jeunes au nid.

Les hérons cendrés se reproduisent de février à juillet. Ils nichent généralement en colonies, appelées héronnières, au sommet des arbres, en forêt, dans certaines zones humides ou aux bords de lacs et de rivières (dans leurs zones de nidification).

Les hérons y construisent un nid plat, en forme de plate-forme. La femelle y pond de trois à six œufs de couleur claire mais ce nombre peut être largement dépassé (parfois doublé). Ces œufs vont être couvés alternativement par les deux parents qui se relaient toutes les 4 à 6 heures durant 25 à 28 jours. À mesure que les petits grandissent, leur appétit augmente contraignant les deux parents à rechercher des proies sans relâche, chacun de leur côté. Les jeunes prennent leur envol vers 50 jours et quittent le territoire des parents au bout de huit à neuf semaines.

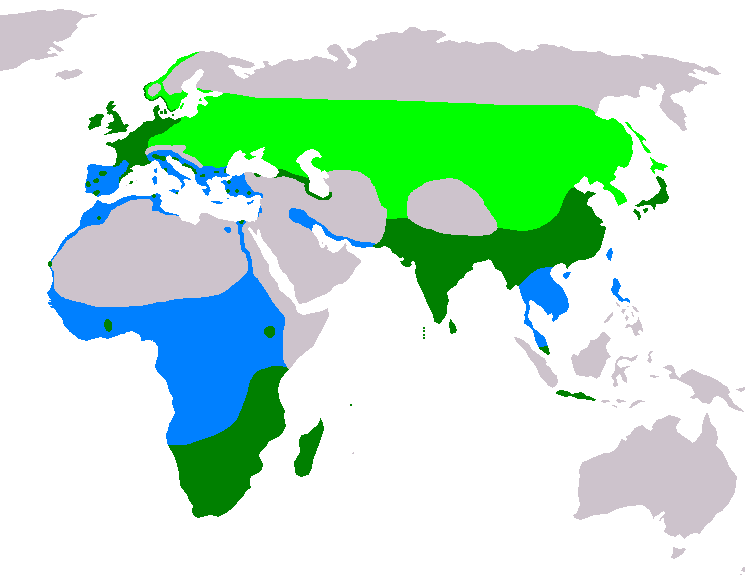
Répartition mondiale
Nicheur sédentaire
Nicheur estivant
Hivernant

## Répartition et habitat

### Répartition
Le Héron cendré se reproduit essentiellement dans les régions tempérées en Europe, Asie et dans le sud de l'Afrique.

### Habitat
Il fréquente des milieux humides très variés, depuis les lacs et les grands marais jusqu'aux petits fossés agricoles et mares de pâtures ou de jardins, et depuis les grands fleuves jusqu'aux petits ruisselets, aussi bien en milieu très ouvert que sous un couvert forestier. Il marque cependant une préférence pour les eaux peu profondes et poissonneuses entourées d'une végétation assez haute (ripisylves notamment, ou roselières). Il apprécie la présence de grands arbres pour se reposer et pour nidifier, et plus encore la présence de branches basses au-dessus de l'eau, d'arbres morts tombés dans l'eau, de bois flottant ou de pilots, pour se percher juste au-dessus de la surface, facilitant son mode de pêche dans les zones plus profondes où il n'aurait pas accès sans ces perchoirs. Il fréquente aussi de temps en temps les prairies et les champs dépourvus de point d'eau, chassant alors les petits animaux terrestres.
En Europe, depuis qu'il n'est plus chassé et qu'il est redevenu commun, le héron cendré est de plus en plus facile à observer jusque dans le centre des grandes villes, dès lors qu'il y a des points d'eau poissonneux de quelque nature que ce soit : fleuves, canaux, mares et étangs de parcs publics, etc. Il va même jusqu'à régulièrement inspecter en vain les fontaines urbaines, ou chasser avec plus de succès les rats surmulots sur les pelouses des bords de voies. Il s'y montre remarquablement peu farouche, ne se cachant pas malgré les nombreux promeneurs passant souvent près de lui. À Paris par exemple, on peut fréquemment voir des hérons le long de la Seine perchés sur les ponts, les lampadaires ou les péniches arrimées, malgré l'intense fréquentation et la circulation automobile, auxquelles ils se sont habitués. Mais on les rencontre plus facilement dans les jardins et les parcs de la ville, au bord des plans d'eau. La niche écologique et la ressource qu'ils exploitent étant limitée, ils restent des oiseaux territoriaux même en ville, et on aperçoit ainsi régulièrement des individus se pourchasser les uns les autres. Malgré leur grande visibilité qui pourrait les faire passer pour abondants, le nombre d'individus présents dans les agglomérations est en général très peu élevé. Ils peuvent cependant être plus nombreux en hiver, notamment lors des vagues de froid, lorsque des groupes migrateurs venant d'Europe du Nord et de l'Est se rabattent en France.
Dans les zoos, il y a fréquemment des hérons cendrés, tout comme des grands cormorans, et de plus en plus des petites et grandes aigrettes, qui sont attirés par les échassiers exotiques ou les pélicans en captivité, restant en leur compagnie et profitant des nourrissages, ou parfois au bord des bassins pour otaries et autres animaux. Cela les fait facilement passer eux-mêmes pour des oiseaux exotiques captifs en exposition aux yeux des visiteurs, alors que ce sont des oiseaux sauvages sachant parfaitement voler qui fréquentent temporairement ces lieux de leur plein gré.

## Espèce bioindicatrice
Sa présence indique une relative abondance de poissons ou d'amphibiens ou de petits mammifères là où il s'en nourrit.
En raison de sa position de prédateur des zones humides il a été proposé comme « outil » bioindicateur, par exemple pour la biosurveillance de métaux lourds et métalloïdes ou d'autres contaminants préoccupants.

## Sous-espèces
Selon la classification de référence du Congrès ornithologique international (15.1, 2025) il se répartit en quatre sous-espèces (ordre philogénique) :
- Ardea cinerea cinerea Linnaeus, 1758 — répandu ;
- Ardea cinerea jouyi Clark, 1907 — Asie de l'Est et du Sud-Est ;
- Ardea cinerea monicae Jouanin & Roux, 1963 — Banc d'Arguin (Mauritanie) Héron pâle[6] ;
- Ardea cinerea firasa Hartert, 1917 — Madagascar, Comores et Aldabra.